# ユーモア
ユーモア（英: humor、独: Humor, フモーア）とは、人を和ませるような「おかしみ」のこと。日本語ではこうした表現は諧謔（かいぎゃく）とも呼ばれ、「有情滑稽」（うじょうこっけい）と訳されることもある。

## 概説
冒頭では仮に辞書の簡単な説明を挙げたが、実際にはユーモアの明確な定義は困難である。多くの作家や哲学者が定義を試み、解説し解釈しようとしてきた歴史がある。→#定義
ユーモアは、それがイギリス人の気質との親和性が高いことから、イギリスを中心に発達したものが（世界的に見て）特に知られている。イギリスにおけるユーモアの発展の背景には、美術や文学の分野における古典主義への抵抗があったと考えられている。
ユーモアは（後述するが）、文学の中で大きなうねり、潮流となってきた歴史がある。おかしみに溢れた小説、エッセー、喜劇に分類される演劇作品などがあり、現代でも、ユーモアで読者を和ませようとすることを最大の関心事とする作品は作られ続けている。
ユーモアも、エスプリやウィット同様に、その要素として「人間観察」も含まれてはいる。しかしユーモアは「人間観察」をあまり前面には出さない（その意味で、単なる「ものまね」ではない）。ユーモアの特徴は、不完全な人間を、そのまま肯定するような態度である。ユーモアの特徴は、出発点に人間への愛情がある、ということであり、（人間というのは皆、不完全なわけだが）不完全な人間というものを人間への愛を込めて描くものである。たとえば、愚かな行為を、自分でも愚かだと知っているのに不本意ながらせざるを得ないような人間の場合には、慈しむ心で描くものである。愛情を土台にして人間観察を行って、人間のおかしなところを愛情をこめて描くのがユーモア、ということなのである。そこに独特の滑稽さが生まれる。
ユーモアは風刺とは異なる。風刺は批判・進歩の心が根底にある。
また、ユーモアは作家たちがもちいるだけでなく、普通の人々が日常的にも用いているものであり、ユーモアは様々に用いられている。ひとつは、人間同士のコミュニケーションをするときに（会話をする時に）、相手を和ませ、会話を弾ませるために用いられる事もある。また大勢の人々を相手にして話す時など、聞き手(聴衆)を和ませ、場の空気を和らげるためにも用いられる。
なお、ユーモアを理解し、創造するには、言葉の教養が必要となる。またユーモアは「越境性」に乏しく、異なる社会のユーモアは理解しにくく、翻訳が困難であると指摘する学者もいる。これについてもう少し解説すると、表現者と受け取り手のあいだに、共通の「教養」を欠くと、あるいは別の言い方をすると、世の中や当該の地域社会では、人々が普段 基本的に どんなことを言っているのか（言ってしまっているのか）、あるいは現実の人間社会や当該の地域社会では実際にはどんな慣習があるのか（人々がやらかしてしまっているのか）、といったことに関する「共通の理解」(あるいは、「共通の前提」)が無いと、表現者は《おかしみ》を表現することで受け手（聞き手、観客）を和ませようとしているつもりなのに、受け手のほうはその《おかしみ》を感じることができない、受け取りそこねる、和まない、ということが起きるわけである。したがって、互いに異なる共同体に属している人と人、話されている言語が異なる地域に住む人と人などでは、たとえ当該の表現やメッセージを言語としては一応は翻訳したとしても、ユーモアがユーモアとしては通じない、「越境」できない、ということが起きるのである。

### 定義
ユーモアの定義は、エスプリと比べると漠然としていて、確固とした定義は出来ない。
古来、文豪や作家達が、ユーモアに対して様々な定義を付けている。またウィットとの境界線も明確ではなく、両者が混同されることもある。
18世紀後半、ロマン主義が盛んになる中で、哲学者や文学者達は、ユーモアの定義づけと考察に奮励した。その中心人物だったジャン・パウルは、ユーモアについて、世界との関連や、パロディや冗談との差異など、様々な観点から分析、考察を行い、大きな業績を残した。また、ゾルガー、ゲーテ、ヘーゲルらも、ユーモアに対する独自の解釈、研究を発表した。

### 主な手法・種類
- 漫才、コント、コメディ
- 言葉遊び(駄洒落、ギャグ、語呂合せ等)
- モノマネ、パロディ
- 皮肉(アイロニー)
- ブラックジョーク、ブラックユーモア
- 毒舌
- 演技、芝居、キャラクター性
- 猥談、下ネタ

## 歴史
元々ユーモアとは体液を意味する「フモール」という言葉だった。ヒポクラテスが、人間の健康は四つの体液から構成され、どれか一つの量が基準値を逸脱すると不調になるという『四体液説』を指摘するようになると、次第にユーモアの示すものは体液から人の体調へと変わり、さらに、調子の変わった人物を指す意味へと変化した。医学・生理学用語だった「フモール」を、美学的な用語の「ユーモア」として使い始めたのは、ルネッサンス時代の文芸批評家たちだった。そして、17世紀になってイギリスで気質喜劇という形式の演劇が勃興すると、おもしろさ、おかしさ、滑稽さ、特異性などを意味するように、語意は変遷した。エリザベス朝時代のイギリスでは、奇矯なことが魅力的であるという風潮が一部にあり、そのためそうした奇矯な振舞いが横行し、「ユーモア」という言葉も、濫用と言われるほどに流行した。(なお、ベン・ジョンソンやウィリアム・シェイクスピアは、こうした風潮に辟易していた、という。)
「ユーモア」とは伝統的な発音で、イギリスでは近世に入ってからは「H」を発音し「ヒューマー」と呼ぶようになった。何時頃から「ヒューマー」という呼称が定着したかは定かでは無いが、英文学者で言語学に詳しい外山滋比古は、1920年に発行されたイギリスの国語辞典OEDでは既にヒューマーという発音が採用されていることから、これを20世紀初頭であろうと推測している。日本では「ユーモア」という発音が一般的なことから、発音の変遷も勘案して、この英国式ユーモアの概念が日本に輸入されたのは19世紀であろうと考えられている。